# 篆塘镇
篆塘镇，是中华人民共和国重庆市綦江区下辖的一个乡镇级行政单位。

## 行政区划
篆塘镇下辖以下地区：
篆塘角社区、盖石社区、珠滩村、鱼梁村、群乐村、民丰村、遥河村、葡萄村、古歧村、新庙村、陶家村、铁马村、渡沙村、联合村、白坪村和文胜村。